# Alesha Dixon
Alesha Anjanette Dixon (Welwyn Garden City, Hertfordshire, 7 de octubre de 1978) es una cantante, bailarina, rapera, modelo y presentadora de televisión británica. Ella alcanzó la fama en el trío femenino de R&B/garage, Mis-Teeq. El trío se disolvió en 2005 y Dixon siguió una carrera musical como solista, firmando con Polydor Records. Comenzó a grabar su álbum debut en solitario, Fired Up, en 2006, pero debido a las malas ventas de sus dos primeros sencillos, «Lipstick» y «Knockdown», fue retirada de Polydor.
En 2007, Dixon ganó Strictly Come Dancing. Su exposición en la televisión la llevó a un regreso exitoso,  que incluyó su firma con Asylum Records, una rama de Warner Music Group. Dixon entonces lanzó un segundo álbum, titulado The Alesha Show,en 2008, que recibió la certificación de platino de la BPI en el Reino Unido y generó cuatro sencillos incluyendo «The Boy Does Nothing» y «Breathe Slow», el último de los cuales se convirtió en su más alto éxito y le valió una nominación al Premio Brit.
En septiembre de 2009, Dixon se convirtió en un juez de la séptima serie de Strictly Come Dancing, en sustitución de Arlene Phillips. El reemplazo de Phillips por Dixon atrajo la crítica, pues algunos pusieron en duda la extensión sobre el conocimiento de danza de Dixon. En 2010, Dixon regresó para la octava serie de Strictly Come Dancing y lanzó su tercer álbum de estudio, The Entertainer. En enero de 2012, poco después de completar la novena serie y su tercer año como juez en Strictly Come Dancing, Dixon abandonó el programa para ser juez en Britain's Got Talent. Su cuarto álbum de estudio, Do It for Love, fue lanzado en 2015.
Como presentador de televisión, Dixon ha presentado Your Face Sounds Familiar (2013), Text Santa (2014–15),  Dance Dance Dance (2017–presente) y el Festival de Eurovisión 2023.

## Biografía

### Primeros años

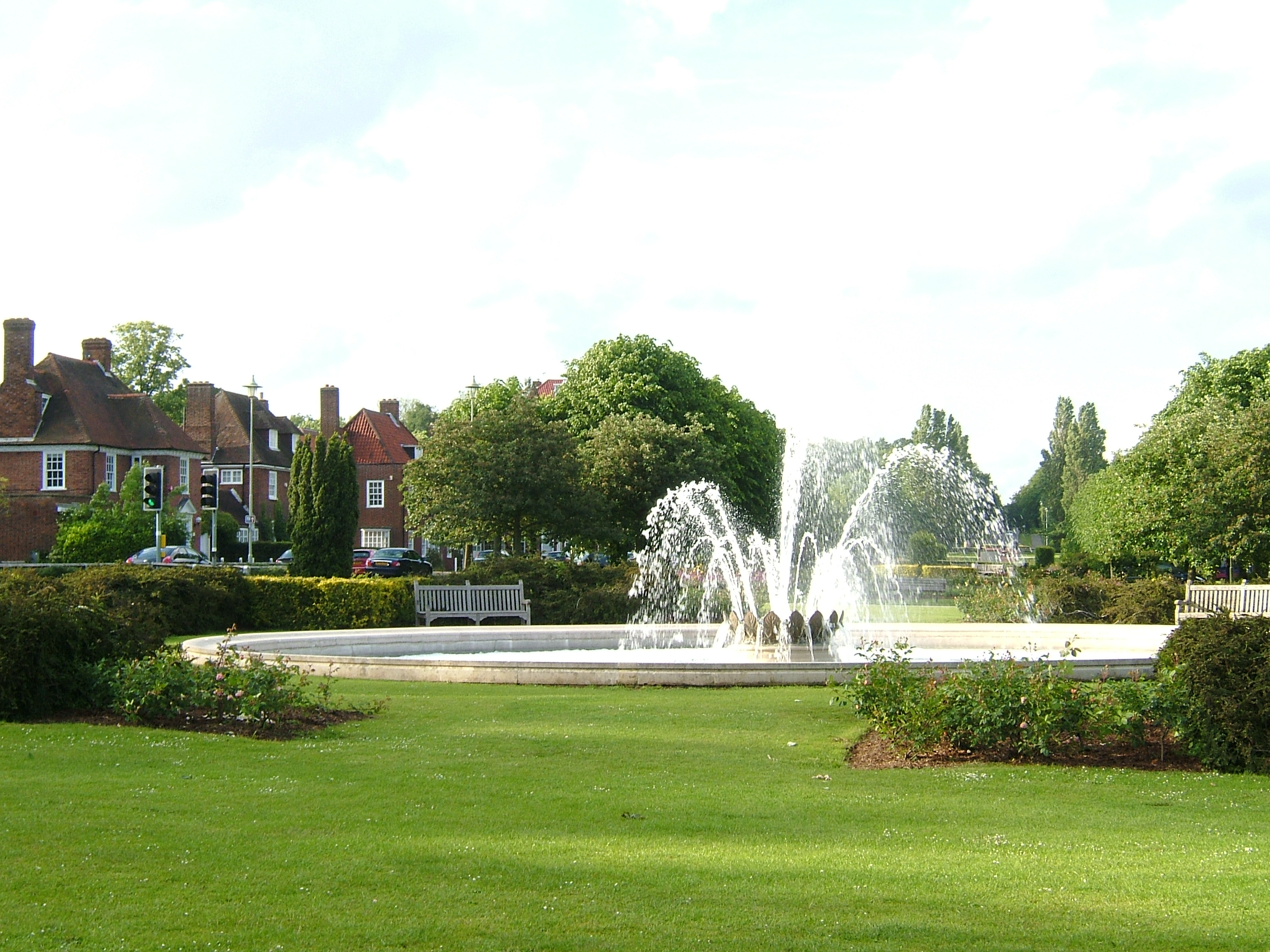
Alesha Dixon creció en la ciudad de Welwyn Garden City, Hertfordshire.

Alesha Anjanette Dixon nació en Welwyn Garden City de su padre jamaicano, Melvin, y su madre inglesa, Beverly Harris. Dixon tiene seis hermanastros. Del lado materno, ella tiene dos medio hermanos, y del lado de su padre, ella tiene tres medio hermanos y una media hermana.
Ella fue educada en la Monk's Walk School, Welwyn Garden City, Hertfordshire. Los padres de Dixon se separaron cuando Dixon tenía cuatro años y su padre se mudó, lo que resultó en que ella describiera más tarde su vida familiar como «muy disfuncional». Entre los ocho y diez años, Dixon fue testigo de que su madre sufrió violencia doméstica de su pareja;  y sólo habló públicamente sobre el tema 21 años después, en 2010. Dixon creó un documental para la BBC, Don't Hit My Mum, sobre la cuestión del abuso doméstico desde la perspectiva de un niño, y comentó sobre su propia infancia: «Cuando pienso en ese momento, no recuerdo haber vivido en armonía, no recuerdo ningún momento divertido, supongo porque la negatividad lo ha nublado. Los tiempos negativos y los tiempos de miedo han bloqueado todo lo que era bueno... Creo que cada niño tiene el derecho de crecer en un ambiente donde se sienten seguros y sin temor de ir al mundo, y yo realmente no sentía eso».
El primer trabajo de Dixon fue en Ladbrokes, aunque ella aspiró a convertirse en una maestra de educación física después de salir de la universidad. Después de terminar un curso del diploma en estudios del deporte, ella había planeado tomar un lugar en la Universidad de Loughborough, pero mientras estaba en las clases de danza en Londres fue contactada por un buscador de talentos de una compañía de producción. Mientras viaja de regreso a casa en el tren que fue abordado por otro explorador que estaba formando un grupo y le preguntó si ella estaba interesada.

### 1999–2005: Mis-Teeq
La carrera de Dixon comenzó en 1999 cuando conoció a Sabrina Washington cuando ambas se unieron a una escuela de danza en Fulham, al suroeste de Londres. Juntos, decidieron formar un grupo cuando Dixon y Washington, las dos cofundadoras, vieron a Su-Elise Nash, una chica que estaba haciendo una audición para otro grupo. Dixon y Washington propusieron que Nash se uniera al grupo y juntos formaran un trío. Pronto firmaron con Telstar Records con la adición de un nuevo miembro, Zena McNally, y se convirtieron en el popular grupo femenino británico de UK garage/R&B, Mis-Teeq.
En octubre de 2000, Dixon, entonces relativamente desconocido, apareció en el sencillo «Rumours» de Damage, que figuró modestamente en la posición 22 en el UK Singles Chart. El género de la pista se apartó del estilo R&B del grupo, a favor de un sonido basado en el garage, sin embargo, la tibia reacción de los fanes aseguró que Damage no se aventurara más en el garage.
En enero de 2001, Mis-Teeq lanzó su primer sencillo, «Why?». La pista permaneció comercialmente desapercibida hasta que se produjo un remix de garage y la pista entró a las listas el 8 en abril de ese año. Dos vídeos musicales separados para la canción fueron filmados, acompañando las diferentes versiones de la canción. El éxito de la canción coincidió con la salida de Zena McNally; McNally alegó más adelante que la fricción entre ella y Washington fue un factor. Mis-Teeq, que continuó como un trío, luego lanzó «All I Want», que fue aún más exitoso alcanzando el puesto 2, detrás de «Angel» de Shaggy. En octubre de 2001, lanzaron su álbum de debut Lickin' On Both Sides, con los éxitos «One Night Stand», «B with Me» y un doble sencillo lado-A «Roll On/This Is How We Do It». En 2002, Mis-Teeq realizó y recibió una nominación en los Premios Brit en Earls Court, más tarde en el mismo año la banda ganó el MOBO Award por Mejor Acto de Garage. Después del éxito de su álbum debut, 2003 vio a Mis-Teeq convirtiéndose en las caras de las tiendas JD Sports en todo el país.
En 2003, Mis-teeq lanzó su segundo álbum Eye Candy, que incluyó los sencillos «Scandalous», «Can't Get It Back]» y «Style». En 2004, Mis-Teeq recorrió los Estados Unidos y lanzó su primer sencillo «Scandalous» de su debut estadounidense auto-titulado, una recopilación de los álbumes Lickin' On Both Sides y Eye Candy.
En 2004, Dixon fue a presentar en el vídeo musical de N.E.R.D, «She Wants to Move». En el video, se muestra bailando en un podio mientras el grupo la rodeaba. También se rumoreaba que ella estaba saliendo con Pharrell Williams en la época del video. La última canción que Dixon grabó con Mis-Teeq fue «Shoo Shoo Baby» para la película de Disney, Valiant. En marzo de 2005, su compilación Greatest Hits fue lanzado y se anunció que se estaban separando para seguir carreras en solitario.

### 2006–08:Fired Up, salida del sello discográfico yStrictly Come Dancing
Dixon inició su carrera en solitario después de la ruptura de Mis-Teeq y firmó un contrato de 500.000 libras esterlinas con Polydor Records. Pasó un año escribiendo y grabando su álbum debut en solitario, Fired Up,  trabajando con una amplia gama de productores como Richard X, Xenomania, Johnny Douglas, Brian Higgins, Estelle y Paul Epworth. Durante este período, Dixon interpretó mononímicamente, conocida simplemente como «Alesha». En junio de 2005, ella anunció que su primer sencillo solista sería «Superficial». Sin embargo, en el último minuto, la canción «Lipstick» fue elegida como el primer sencillo. Lipstick fue lanzado el 14 de agosto de 2006, y alcanzó la posición 14 en el UK Singles Chart.
Dixon lanzó su segundo sencillo «Knockdown» el 30 de octubre de 2006, que figuró en el puesto 25 en el UK Download Chart. Sin embargo, en el UK Singles Chart, el sencillo alcanzó el número 45, cayendo al 68 la semana siguiente. El 6 de noviembre de 2006, se reveló que Dixon había sido abandonada por su sello, Polydor Records. Polydor le dio todos sus derechos a su álbum debut inédito, Fired Up. Coincidiendo con sus problemas profesionales fue el colapso de su matrimonio con Harvey; Dixon solicitó el divorcio poco más de un año después de su boda debido a la relación de su marido con Javine Hylton.
Dixon participó en la serie 5 del programa de televisión Strictly Come Dancing en 2007, emparejada con el bailarín profesional Matthew Cutler. Dixon al principio dudaba en unirse, temiendo que el esnobismo dentro de la industria de la música pudiera dañar su carrera. En una entrevista posterior, dijo, «siempre hay esta idea preconcebida de que la gente hace programas de telerrealidad porque quieren empezar su carrera, mientras que yo estaba realmente preocupado de que lo afectaría». Habían sido los favoritos desde la tercera semana, recibiendo el mayor número de puntos de los jueces en numerosas ocasiones. La propia Dixon obtuvo una alta valoración de los jueces, incluso siendo comparada a una «joven Joséphine Baker» por Bruno Tonioli. Recibieron 4,5 millones de votos en la final, superando al actor Matt Di Angelo y la bailarina profesional Flavia Cacace para ganar la competencia. Dixon es actualmente una de los participantes más exitosos en participar en Strictly Come Dancing, con un puntaje promedio de 36.5 sobre 40, uno de los puntajes promedios más altos en la historia del programa.
| Semana | Baile / Canción | Puntajes                                        | Resultado   |
| ------ | --- | ----------------------------------------------- | ----------- |
| 2      | Rumba / «Hurt» | 31 (8,7,8,8)                                    | Salvados    |
| 3      | Jive / «Shake a Tail Feather»                                                                                      | 36 (9,9,9,9)                                    | Salvados    |
| 4      | American smooth / «Top Hat, White Tie and Tails»                                                                   | 33 (8,8,8,9)                                    | Salvados    |
| 5      | Foxtrot / «Heaven»                                                                                                 | 36 (9,9,9,9)                                    | Salvados    |
| 6      | Salsa / «Wanna Be Startin' Somethin'»                                                                              | 35 (9,8,9,9)                                    | Salvados    |
| 7      | Vals / «A Time For Us»                                                                                             | 38 (9,10,9,10)                                  | Salvados    |
| 8      | Chachachá / «Crazy in Love»                                                                                        | 39 (9,10,10,10)                                 | Salvados    |
| 9      | Tango / «Jealousy» Samba / «Reach Out I'll Be There»                                                               | 38 (9,10,9,10) 36 (9,8,10,9)                    | Salvados    |
| 10     | Vals vienés / «Memory» Pasodoble / «Toccata»                                                                       | 38 (9,9,10,10) 36 (9,9,9,9)                     | Dos últimos |
| 11     | Quickstep / «Valerie» Tango argentino / «I'd Be Surprisingly Good For You»                                         | 38 (9,9,10,10)                                  | Salvados    |
| 12     | Vals / «A Time for Us» Chachachá / «Crazy in Love» Jive / «We Love to Boogie» Showdance / «Holding out for a Hero» | 39 (10,10,9,10) 38 (9,9,10,10) 35 (9,8,9,9) N/A | Ganadores   |

### 2008–09:The Alesha Showy juez enStrictly Come Dancing

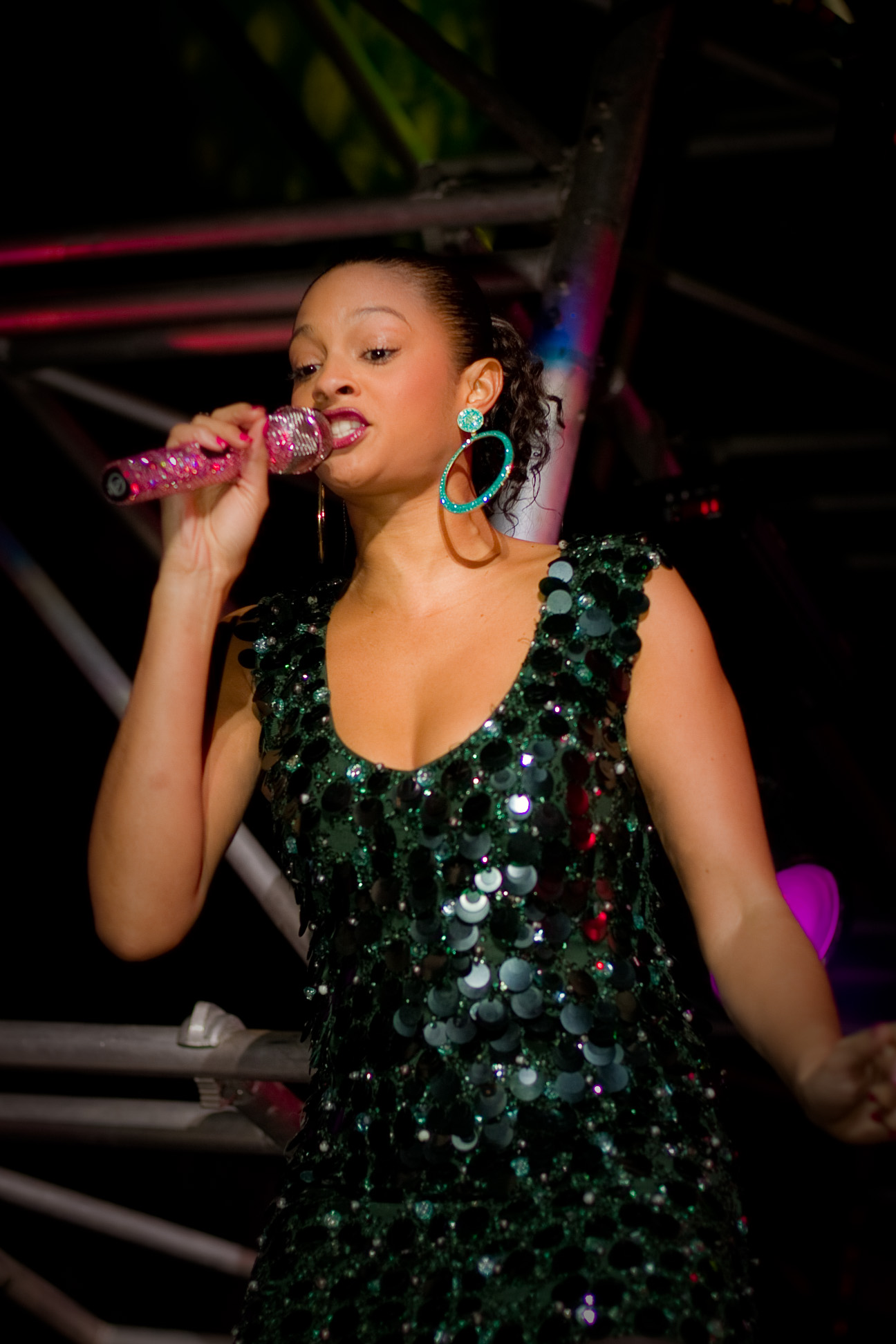
Alesha Dixon cantando en Leeds en 2008.

Después de su victoria en Strictly Come Dancing, Dixon pronto se convirtió en el centro de una guerra de ofertas entre las discográficas y hasta Polydor Records, el sello que la había retirado meses atrás, puso una oferta. Dixon, sin embargo, optó por firmar un contrato de cuatro álbumes con Asylum Records en 2008. El primer álbum de Dixon como parte de su contrato, The Alesha Show fue lanzado en el Reino Unido el 24 de noviembre de 2008 y el 21 de noviembre en Irlanda. El primer sencillo oficial del álbum, «The Boy Does Nothing» se convirtió en su primer éxito top 10 en el UK Singles Chart, después de un salto de 76 puestos desde el 84 al 8 en el UK Singles Chart solo en descargas; el sencillo finalmente alcanzó el número 5 y recibió la certificación de oro. La canción también se convirtió en un éxito comercial en Europa continental y alcanzó los diez primeros en el Australian Singles Chart. El sencillo vendió 1.000.000 copias en todo el mundo.
El segundo sencillo de The Alesha Show fue «Breathe Slow» y entró en el UK Singles Chart en el número treinta y nueve únicamente en las ventas de descarga. El sencillo subió durante tres semanas antes de entrar en el top 10 en el número seis, dándole a Dixon su segundo top 10 en el Reino Unido de descargas por sí solo, y finalmente alcanzó el número 3 en el Top 40 UK Charts, convirtiéndose en el mejor sencillo de Dixon en el UK Singles Chart. «Breathe Slow» recibió la certificación de plata en el Reino Unido por ventas superiores a 200.000.
El tercer sencillo de The Alesha Show, titulado «Let's Get Excited» fue lanzado físicamente el 11 de mayo y alcanzó una posición máxima de 13 en el UK Singles Chart. «Let's Get Excited» se convirtió en la primera pista de Dixon de The Alesha Show en no clasificar dentro de los 10 primeros en el UK Singles Chart. La presencia de la canción en las listas impulsó las ventas del álbum y The Alesha Show subió al puesto 11. El álbum recibió la certificación de platino de BPI, lo que indica las ventas de más de 300.000 en el Reino Unido. El cuarto sencillo de The Alesha Show, llamado «To Love Again» fue lanzado el 15 de noviembre de 2009. La canción, una balada escrita por Dixon y Gary Barlow, fue el primer sencillo tomado de la versión de lujo, titulada The Alesha Show – Encore, lanzado el 23 de noviembre. Dixon también se embarcó en una gira nacional de 17 fechas, llamada The Alesha Show, que comenzó el 20 de octubre de 2009 en Nottingham.
Se reveló en julio de 2009 que Dixon se uniría al grupo de jueces de Strictly Come Dancing en septiembre de 2009. Ella substituyó a Arlene Phillips, lo que llevó a la BBC a ser acusada de edadismo y sexismo por los medios de comunicación. Dixon, teniendo un horario conflictivo también tuvo que reorganizar tres fechas en su próxima gira, The Alesha Show para hacer el programa, el cual se transmite en vivo los sábados por la noche. El debut de Dixon como juez fue recibido por la crítica de algunos espectadores, y 272 quejas fueron recibidas por la BBC, según The Guardian. A pesar de las quejas, la BBC dijo que estaban «encantados» con Dixon.

### 2010–11:The Entertainer
A principios de 2010, Dixon comenzó a trabajar en su tercer álbum de estudio, The Entertainer, que tenía la intención de lanzar durante el verano. El 15 de marzo Dixon voló a Dinamarca para comenzar a grabar con Soulshock & Karlin, los productores de «Breathe Slow» de Dixon. El sitio de fanes de Dixon más tarde reportó que Dixon había asegurado una sesión de grabación con Rodney Jerkins, un productor discográfico que ha producido discos para el último álbum de estudio de Michael Jackson, Invincible, y más recientemente produjo «Telephone» de Lady Gaga y Beyoncé.
El 16 de junio, Dixon reveló en un post en su sitio de fanes que el próximo álbum se llamaría Unleashed, y el 30 de junio su presidente del sitio de fanes reveló que el sencillo principal es una canción llamada «Drummer Boy», producida por el productor haitiano-estadounidense, Shama Joseph, o «ShamRock». El 5 de agosto se reveló que Dixon había decidido cambiar el nombre del álbum de Unleashed a The Entertainer. «Drummer Boy», lanzado en agosto, alcanzó moderadamente el puesto 15 en el UK Singles Chart. El 16 de septiembre, se anunció que Dixon había colaborado con Roll Deep y presentado en el sencillo de la banda «Take Control». La canción apareció en el álbum de Roll Deep—Winner Stays On—y en The Entertainer. «Radio», anunciado como el segundo sencillo de The Entertainer, se posicionó mal después de su lanzamiento en noviembre de 2010, no alcanzando el Top 40. El lanzamiento de sencillo coincidió con el lanzamiento del álbum, que también hizo poco impacto comercial; un año más tarde se notó que el álbum había vendido 60.000 copias.
Reconociendo la falta de éxito comercial del álbum, Dixon dijo que ella siempre preferiría «tomar una oportunidad creativamente» que liberar lo que ella percibía como estancamiento discográfico. Ella comentó: «Yo sabía que el sencillo "Drummer Boy" era un riesgo, era una grabación muy difícil y tan alejado de todo lo que había hecho antes. Tengo que... Yo asumo toda la responsabilidad por eso, pero me alegro de haberlo hecho. Prefiero hacer una grabación única como "Drummer Boy" y tener que fallar, que cantar con seguridad y liberar música genérica que no me emociona».

### 2012–2014:Britain's Got Talent, maternidad y otros proyectos
Dixon escribió y lanzó una nueva pista «Do It Our Way (Play)» para la campaña de Vigilantes de Peso de Año Nuevo que figuran en los nuevos anuncios de la organización. La pista fue lanzada en iTunes el 1 de enero de 2012, como una descarga digital. El 2 de enero, Dixon anunció su salida de su papel de juez en Strictly Come Dancing, para perseguir otros proyectos. Más tarde se anunció que dejó el panel para unirse al jurado de Britain's Got Talent junto con Simon Cowell, Amanda Holden y David Walliams. Michael Hogan, de The Daily Telegraph, señaló que «Si se cree que los rumores, Dixon ha más que triplicado su salario por desertar al canal comercial», un punto de varias otras fuentes.
En septiembre de 2012 se anunció que Dixon estaría colaborando con el ex rapero de So Solid Crew, Ashley Walters en su nueva canción «Your Love». El sencillo fue lanzado el 11 de noviembre.

### 2014–presente:Do It for Love
En diciembre de 2014, Dixon anunció que estaría lanzando un nuevo sencillo en marzo o mayo de 2015. En marzo de 2015, confirmó que su nuevo sencillo «The Way We Are»,  sería lanzado el 21 de junio a través de su propio sello discográfico Precious Stone Records. Marcó el primer lanzamiento único de Dixon en más de cuatro años, después de «Every Little Part of Me» de 2011. La primera actuación en vivo de la canción tuvo lugar el 23 de mayo durante una de las semifinales de Britain's Got Talent. Dixon fue criticado por olvidar las palabras de "God Save the Queen" al realizar un solo en el Gran Premio de Gran Bretaña de julio de 2015.
u cuarto álbum de estudio titulado Do It for Love fue lanzado el 9 de octubre de 2015. Alcanzó el número 81 en el UK Albums Chart. El segundo y tercer sencillo del álbum fueron, respectivamente «Tallest Girl» y la nueva versión de «People Need Love» reelaborada por Ash Rowes. En 2016, Dixon hizo una aparición en la película Absolutely Fabulous: The Movie.
El 24 de junio de 2017, ella reemplazó a Nicole Scherzinger en la serie 14 de The X Factor UK en las audiciones en Mánchester por un día. Más tarde se anunció que debido a que Sharon Osbourne tuvo problemas de salud, Dixon una vez más paso a juzgar en las audiciones de Edimburgo.
Así mismo, cabe destacar el hecho de que Alesha será una de las presentadoras de la nueva edición del festival de la canción de Eurovisión 2023, que acoge la ciudad de Liverpool, en The UK, representando la edición en nombre de Ucrania, vigentes ganadores del mismo certamen.

## Vida personal
Se anunció en junio de 2013 que Dixon estaba esperando su primer hijo con su pareja, el exbailarín Azuka Ononye. En octubre de ese año anunció el nacimiento de su hija, Azura Sienna.
En mayo de 2019 confirmó que se encontraba embarazada por segunda vez. En agosto de ese año dio a luz a su segunda hija, Anaya Safiya.

## Arte

### Estilo musical
Cuando Dixon primero emergió en el proyector público con Mis-Teeq, ella era sobre todo la maestra de ceremonias del grupo, mientras que una de sus compañeras de banda Sabrina Washington cantaba generalmente la voz principal en las grabaciones. Washington la animó a hacer rap desde el comienzo de la banda, diciendo: «Cuando ella empezó era un poco tímida, pero siempre dije que añade algo, un elemento de diferencia. Fue la primera vez que escuché a una mujer maestra de ceremonias y yo estaba como, "Alesha, tienes que hacer eso", y ella estaba como "No Bri, no me hagas parecer estúpida"». Sin embargo, cuando comenzó su carrera en solitario su primer álbum en el Reino Unido, The Alesha Show, vio Dixon sufrir un cambio de género musical. El álbum no incluyó rap y fue principalmente R&B y soul, a diferencia de la música de Mis-Teeq, que se centró principalmente en el garage y hip hop. Dixon comentó que el disco consistió en «mucho más canciones escritas por guitarra con pop producido a su alrededor». El tercer álbum de Dixon, The Entertainer se compone principalmente de canciones uptempo pop y dance-pop.
Dixon, compositora y cantante, a menudo escribe o coescribe sus propios discos. Discutiendo el proceso de escritura de The Alesha Show dijo: «He escrito la mayor parte de ella y también co-escribo con mucha gente». Los críticos han sugerido que algunas de sus canciones son autobiográficas, como «To Love Again» (2009), coescrito con Gary Barlow y John Shanks. Vocalmente, el revisor Andy Gill de The Independent sugirió que las fortalezas vocales de Dixon se encuentran con canciones más up-tempo, diciendo «el problema es que su personalidad burbujeante (y la voz) simplemente no es tan adecuado para baladas como a los Himnos de la pista de baile alegre». Sin embargo, Caroline Sullivan de The Guardian complementó su voz en vivo mientras revisaba su gira, The Alesha Show. Dijo que, de su gira de conciertos, «fue su canto lo que hizo la impresión: ella es más poderosa de lo que usted podría imaginar, y cuando se enfrentó a su banda en su más agudos, ella fue más que sí misma. Mientras esto sucedía, ella estaba siendo lanzada entre dos cascos masculinos, demostrando, si nada más, que las estrellas del pop que afirman que no pueden bailar y cantar al mismo tiempo simplemente no están intentando».

### Influencias
Dixon ha citado a menudo a Madonna como una influencia, diciendo que «Madonna es un gran ídolo, la amé cuando era joven y siento que he estado en un viaje musical con ella». El sencillo de Dixon «Let's Get Excited» marcó el nombre de la cantante y su sencillo de 1985 «Into the Groove». Además, el vídeo musical ofreció lo que Dixon describió como «un tributo de Madonna» que ofrecía el voguing. Además, Dixon ha descrito a Kylie Minogue como su ídolo de la infancia. Creciendo, el primer disco que Dixon compró fue «Push It» del grupo de hip hop Salt-N-Pepa; ella comentó: «Yo no entendía de lo que estaban hablando en ese momento... Estaban crudos y hacían lo suyo, y me encantaba. Me encantan los artistas que no se ajustan a lo que la gente espera de ellos».
A pesar de crecer en el área predominantemente blanca de Welwyn Garden City, Hertfordshire, el padre de Dixon, Melvin, la llevaría al Carnaval de Notting Hill en Londres para permitirle experimentar algo de su herencia jamaicana. La música que escuchaba influyó en sus gustos, al comentar: «todos los discos dancehall que he guardado para comprar – Shabba Ranks, Buju Banton – los oí en Notting Hill». Cuando se le preguntó durante una entrevista quién era su compositor favorito, Dixon respondió: «Lauryn Hill. Me encanta Lauryn Hill porque no tiene miedo de hablar de la vida real. Puede decir cosas que son un poco polémicas, pero hace que la gente piense y hace que la gente hable». Dixon también ha nombrado a Neneh Cherry como gran influencia sobre ella. Cherry, una cantante de raza mixta, la inspiró desde muy temprana edad, con Dixon diciendo: «Recuerdo haber visto a Neneh Cherry en la televisión cuando era pequeña y me dirigí a mi mamá diciendo: "Mamá, ella se parece a mí"».

## Filantropía
Dixon ha descrito a sí misma y a otras celebridades como tener una «responsabilidad moral» de hacer buenas obras, cuando se le preguntó por el Elizabeth Day de The Observer. Hablando en agosto de 2010 a Blues & Soul Dixon dijo: «Estando en la industria del entretenimiento siento que tengo una responsabilidad que viene con mi fama».
En 2009, Dixon subió al Monte Kilimanjaro en Tanzania para Comic Relief con las miembros de Girls Aloud, Cheryl Cole y Kimberley Walsh, Ben Shephard, Ronan Keating, Fearne Cotton, Denise Van Outen, Chris Moyles y Gary Barlow, quienes habían encabezado el proyecto. Juntos recaudaron más de £3.500.000 para ayudar a combatir la malaria en Tanzania. En junio de 2009, Dixon se convirtió en embajadora oficial de la organización benéfica Help a London Child, afirmando que se sentía «muy honrada».
Dixon es una patrocinadora de la Fundación para la Leucemia Africana-Caribeña (ACLT) una organización benéfica voluntaria cuyo objetivo principal es aumentar el número de personas de ascendencia negra y mixta en el UK Bone Marrow Register. Los miembros del ACLT ofrecen voluntariamente su tiempo en el intento de crear conciencia en la comunidad negra; permitiendo a los donantes potenciales presentarse y participar en el proceso de ofrecer esperanza y un futuro saludable a alguien cuyo trastorno puede ser fatal. Dixon también respaldó la campaña See Something, Say Somethin de Nickelodeon, una iniciativa británica contra el acoso.
Dixon está comprometido con varias organizaciones de derechos de los animales y también es vegetariana. Es vicepresidenta de la Liga contra los Deportes Crueles, una organización benéfica que trabaja para acabar con la crueldad con los animales en nombre del deporte y que figura en un llamado de caridad debido a las preocupaciones de que la Ley de caza de 2004 podría ser derogada. En 2012, Dixon viajó a Rumania con World Animal Protection para rescatar dos osos pardos del zoológico Onesti, que había cerrado años antes. Los osos fueron trasladados a un santuario cercano. En 2014, Dixon animó a sus seguidores de Twitter a firmar una petición en línea pidiendo la prohibición de matar animales sin ser aturdidos primero. La legislación del Reino Unido y de la Unión Europea exige que los animales sean aturdidos antes del sacrificio, a menos que fuesen fines religiosos (Halal o Cashrut). Dixon es también una partidaria del programa Royal Society for the Prevention of Cruelty to Animals (RSPCA). El esquema fomenta las mascotas pertenecientes a las víctimas de abuso doméstico, que a menudo tienen que dejar animales, ya que muchos refugios y casas de seguridad no permiten mascotas. Las mascotas se reencuentran con sus dueños originales cuando es posible.
Además del papel comercial de Dixon como modelo y representante de la compañía de cosméticos Avon en el Día Internacional de la Mujer 2012,  Dixon lanzó la campaña Pass It On de la compañía para resaltar los problemas de abuso doméstico en el Reino Unido, alentando la compra de un collar, descrito por ella como «un símbolo del empoderamiento femenino y de infinitas posibilidades para las mujeres». Todos los ingresos de la campaña de collar de Avon fueron donados a Refuge y Women's Aid. En marzo de 2013 Dixon dirigió un paseo por el Puente de Westminster a las Cámaras del Parlamento para aumentar la conciencia de la violencia doméstica. Respecto a la caminata, Dixon comentó que «la conciencia de la violencia doméstica sigue siendo escandalosamente baja y por eso es tan importante que aumentamos la conciencia sobre un tema que con demasiada frecuencia se pasa por alto».
Dixon ha trabajado con varias organizaciones benéficas LGBT en el pasado, incluyendo Switchboard y RUComingOut. Hablando en un evento de RUComingOut, Dixon declaró: «Me encanta todo lo que RUComingOut significa, afortunadamente vivimos en un mundo mucho más liberal y aceptante ahora, pero hasta que llegue el momento en que la gente no tenga miedo de salir todavía hay trabajo por hacer». Dixon se ha pronunciado en favor del matrimonio gay, y ha actuado en múltiples desfiles de orgullo gay en todo el Reino Unido, encabezando Londres y Brighton Pride en 2016.

## Otros proyectos
Además de un cantante, Dixon ha incursionado en la televisión presentando, creando tres documentales, y se ha establecido como una mujer de negocios a través de varios acuerdos de aprobación y lucrativos contratos. En noviembre de 2009 Dixon anunció el lanzamiento de su línea de joyas,  y en enero de 2014 lanzó su propia fragancia, Rose Quartz. En 2008, el Daily Mail estimó el patrimonio neto de Dixon en £1,7 millones, pero en 2013 la misma publicación valora el valor de Dixon en £4 millones. Dixon ha representado a varias marcas, incluyendo a los fabricantes de automóviles Ford, los chocolateros Toblerone, la compañía de cosméticos Avon y la aerolínea Thomson Airways. Además, Dixon fue director creativo de la cadena de gimnasio LA Fitness, un papel que asumió en 2009. Dixon firmó un contrato de cuatro años basado en los resultados con la cadena de gimnasio, con su remuneración basada en el éxito de la empresa.

### Presentación
Dixon ha presentado espectáculos en el Reino Unido, como los MOBO Awards, CD:UK, la cobertura de ITV2 de los Premios Brit y presentó el Live From the Red Carpet del 62.os{{{2}}} Premios de Cine de la Academia Británica por E!. También ha sido invitada en el programa de asuntos actuales de BBC One, This Week, en dos ocasiones, en noviembre de 2006 y diciembre de 2007. En 2008, Dixon presentó su propio mini-documental titulado Alesha: Look But Don't Touch, que se emitió en la BBC y presentó una aparición de Cheryl Cole. El programa exploró la «mejora» de la tecnología digital para comprender el impacto de todas estas imágenes «perfectas» en la sociedad. En 2009, se informó que Dixon estaba en conversaciones con compañías de televisión sobre un posible programa de entrevistas. En 2008 y 2009, copresentó Children in Need con Terry Wogan y Tess Daly. Regresó para presentar el teletón en 2011 con Daly, Wogan y Fearne Cotton.
En marzo de 2010, Dixon presentó el concurso Mister World 2010 en Incheon, Corea del Sur.
Desde el 22 de agosto de 2011, Dixon presentó un concurso de danza callejera para CBBC llamado Alesha's Street Dance Stars. También ha aparecido en la serie de CBBC, 12 Again. El 17 de mayo de 2013, Dixon fue presentadora invitada en el programa de ITV Breakfast, Lorraine.
En el verano de 2013, Dixon y Paddy McGuinness copresentaron una serie del reality show de ITV, Your Face Sounds Familiar.
En 2014 y 2015, Dixon copresentó segmentos del teletón Text Santa de ITV. En 2016, copresentó Sport Relief 2016 en BBC One con Greg James.
En 2017, Dixon presentó Dance Dance Dance, una serie de seis partes de ITV. Will Best copresenta el programa.

## Discografía
- Fired Up (2006)
- The Alesha Show (2008)
- The Entertainer (2010)
- Do It for Love (2015)

## Filmografía
- Absolutely Fabulous: The Movie (2016)

## Giras
| Acto principal - 2009: The Alesha Show | Acto de apoyo - 2009: Enrique Iglesias UK Tour |

## Premios y nominaciones
| Año  | Ceremonia                  | Premio                          | Trabajo nominado       | Resultado |
| ---- | -------------------------- | ------------------------------- | ---------------------- | --------- |
| 2006 | MOBO Awards                | Mejor mujer del Reino Unido     | Ella misma             | Nominada  |
| 2008 | Premios Cosmopolitan       | Última Reina de Confianza       | Ella misma             | Ganadora  |
| 2009 | MOBO Awards                | Mejor actuación del Reino Unido | Ella misma             | Nominada  |
| 2009 | MOBO Awards                | Mejor vídeo                     | «The Boy Does Nothing» | Nominada  |
| 2009 | UK Music Video Awards      | Mejor vídeo pop                 | «The Boy Does Nothing» | Nominada  |
| 2009 | UK Music Video Awards      | Mejor estilo en un vídeo        | «The Boy Does Nothing» | Nominada  |
| 2009 | Los Premios 40 Principales | Mejor canción internacional     | «The Boy Does Nothing» | Nominada  |
| 2010 | BRIT Awards                | British Single                  | «Breathe Slow»         | Nominada  |
| 2010 | MOBO Awards                | Mejor vídeo                     | «Drummer Boy»          | Nominada  |
| 2010 | BT Visit London Awards     | Sonido de Londres               | Ella misma             | Ganadora  |